# Füzérkajata
Füzérkajata ist eine ungarische Gemeinde im Kreis Sátoraljaújhely im Komitat Borsod-Abaúj-Zemplén.

## Geografische Lage
Füzérkajata liegt im Nordosten Ungarns an der Grenze zur Slowakei. Auf der Straße ist das Dorf 92 km vom Komitatssitz Miskolc und 40 km von Kaschau, der zweitgrößten Stadt der Slowakei entfernt. Der Ort liegt im oberen Hegyköz („Zwischenbergen“), das aus dem Tal der Bózsva und mehreren Seitentälern besteht. Das Gemeindegebiet setzt sich aus einem langgestreckten, landwirtschaftlich genutzten Doppeltal und in Richtung Grenze einem vielgestaltigen, bewaldeten Bergland vulkanischen Ursprungs zusammen, wo mehrere wertvolle Quellen entspringen (Rednek-kút, Fövenyes-kút, Garát-kút …).
Nachbargemeinden sind Biste, Filkeháza, Füzér, Füzérkomlós, Füzérradvány, Kolbása, Pusztafalu und Vilyvitány.
Die nächsten Städte sind Pálháza (Stadtrecht seit 2005) in 6 km und Sátoraljaújhely in 24 km Entfernung.

## Geschichte
Die erste urkundliche Erwähnung als Kaytha stammt aus dem Jahr 1270. Zu der Zeit der Árpáden war der Ort ein Krongut, später wechselte er mit der Burg Füzér mehrfach den Besitzer. Nach der Entvölkerung zur Türkenzeit gehörte er 1686–1945 dem Gut Radvány der Grafen Károlyi, die damals mehrere umliegende Wüstungen neu besiedelten. Im Unterschied zu den slowakischen und ruthenischen Siedlern des heute gemischt konfessionellen Hegyköz-Tales wurden in Kajata und Pusztafalu Ungarisch sprechende Leibeigene reformierten Glaubens angesiedelt. Vor 1918 hieß das Dorf Kajátha und gehörte zum Komitat Abaúj-Torna, dessen Hauptstadt Kaschau war. 1918 wurde die Schreibweise auf Kajata geändert, seit 1930 lautet der offizielle Name Füzérkajata. 1920–1938 und 1945–1992 war der Nordteil des Komitats Abaúj-Torna Teil der Tschechoslowakei. 1950 wurde Kajata mit dem ungarischen Komitatsgebiet Teil des zusammengelegten Komitats Borsod-Abaúj-Zemplén.

## Sehenswürdigkeiten und Naturschätze
Erwähnenswert ist die reformierte Kirche aus dem Jahr 1794 und die weitgehend unversehrte Bausubstanz, großteils Bauernhäuser aus der ersten Hälfte des 20. Jahrhunderts. Die ehemalige kirchliche Volksschule im Dorfkern dient als Seniorentagesheim, das renovierte Dorfhaus wurde 2007 übergeben.
Ein Lehrpfad zwischen Pusztafalu und Füzérradvány über Kajata markiert einige geologische und natürliche Raritäten der Gegend, darunter verkieselte Baumstümpfe, die bisher nicht ihrer Bedeutung entsprechend konserviert und zur Schau gestellt wurden.

## Verkehrsanbindung
Von Sátoraljaújhely, Pálháza und Hollóháza aus kann Füzérkajata mehrmals täglich mit dem Bus erreicht werden (teilweise mit Umsteigen in Pálháza).
Nächste Bahnhöfe: Sátoraljaújhely (Bahnlinie 80 Budapest–Miskolc–Sátoraljaújhely), Gönc (Bahnlinie 98 Szerencs–Hidasnémeti) und Michaľany (Košice–Čierna nad Tisou). Ein grenzüberschreitender Radweg in Richtung Pusztafalu-Kaschau bzw. Biste-Mihályi/Michaľany befindet sich in Bau (2011). Mit dem Auto biegt man in Filkeháza von der Straße zwischen Pálháza und Füzér bzw. Hollóháza ab und erreicht Kajata nach 4 km.